# James Swan (Finanzier)

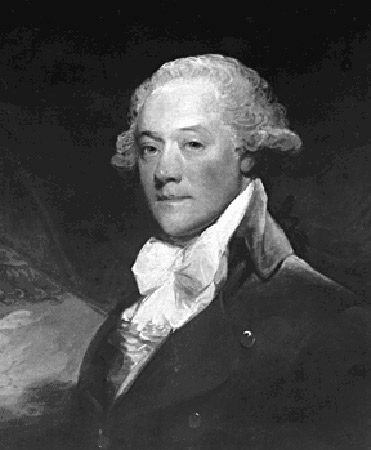
James Swan

James Swan (* 1754 in Fifeshire, Schottland; † 31. Juli 1830 in Paris) war eine in Boston beheimatete schillernde Persönlichkeit des 18. und 19. Jahrhunderts. Er soll die gesamte Staatsschuld seines Landes, der noch jungen Vereinigten Staaten, gegenüber Frankreich aus seinem eigenen Vermögen beglichen haben. Aus Prinzipientreue verbrachte er 22 Jahre und damit mehr als ein Viertel seines Lebens in einem Pariser Gefängnis.

## Leben
James Swan wurde in der traditionellen schottischen Grafschaft Fifeshire 1754 geboren. Schon um das Jahr 1765 muss er in seinen Jugendjahren nach Amerika gekommen sein. Er war wissensdurstig und investierte seine Freizeit in das Lesen von Büchern. Als Lehrling arbeitete er bei Thaxter & Son in Boston und lernte dort einige andere Angestellte kennen, die hinterher sehr bekannt wurden. Darunter waren Benjamin Thompson, der später vom bayerischen König zum Grafen Rumford geadelt wurde und Henry Knox, ein lebenslanger Freund und späterer General in der Kontinentalarmee.
Danach war Swan Angestellter. Empört über die Unmenschlichkeit an Bord der Sklavenschiffe, veröffentlichte er 1772 eine abratende Schrift „A Dissuasion to Great Britain and the Colonies, from the Slave Trade to Africa“, die ein Jahr später ein zweites Mal gedruckt wurde. In diesem Pamphlet attackierte er Sklaverei und Sklavenhandel aus religiösen, moralischen und wirtschaftlichen Gründen und berief sich dabei auf die Bibel. Die Debatte der Kolonien mit England weckte seine Begeisterung. Als 18-Jähriger machte er sich die Idee eines Aufstands gegen Großbritannien zu eigen und setzte sich für die Sache der Menschenrechte ein. Swan wurde ein Mitglied von ‘The Sons of Liberty’ und nahm an der Boston Tea Party 1773 teil. Er war einer der als Indianer Verkleideten, welche die 342 Teekisten in den Bostoner Hafen warfen.

### Karriere beim Militär und in öffentlichen Ämtern
Swan wurde ein paar Monate in der lokalen Miliz ausgebildet. Er trat in die Streitmacht ein, die von General Joseph Warren aufgebaut wurde, der ihn zu seinem Adjutanten machte. Swan war an seiner Seite, als Warren bei Bunker Hill fiel. Swan selbst wurde dort zweimal verwundet. Danach übte er einige fiskalische Ämter als Schatzmeister („treasurer“) und Generaleinnehmer („receiver-general“) aus.
Anschließend trat er im September 1776 in Ebenezer Crafts Artillerie-Regiment wieder in die Armee ein und wurde bald zum Captain befördert. Als solcher bildete er meist Rekruten in Städten nahe Boston aus. Eine Artilleriekompanie in der Kontinentalarmee kommandierend half Swan im März 1776 Kanonen auf die Höhen von Dorchester zu zerren und dadurch am 17. März die britischen Truppen und die Flotte aus Boston für immer zu vertreiben. In diesem Jahr heiratete Swan auch seine Gattin Hepzebah, die Tochter von Barnaby Clark, einem vermögenden Kaufmann und Schiffseigner in Boston.
Swan wurde 1777 zum Sekretär des „Board of War“ von Massachusetts ernannt. In seiner Zeit als Sekretär unterstützte er mit Mitteln aus seinem privaten Vermögen umfangreich die Kontinentalarmee, die dringend auf Kapital angewiesen war, um die Soldaten zu bewaffnen und auszurüsten, die in der Stadt aus allen Teilen Neuenglands ankamen.
James Swan wurde 1778 Mitglied des Provinz-Kongresses und anschließend Generaladjutant des Staates Massachusetts. Während des Revolutionskrieges stieg er in den Rang eines Colonel auf. Während des Revolutionskrieges hatte er Vertrauenspositionen inne, die häufig großen Mut und kühles Urteil erforderten und die bewiesene Pflichttreue wurde ihm mit verliehenen Ehren nach seiner Rückkehr ins Zivilleben honoriert. Er war ein persönlicher Freund von Henry Knox, von Lafayette und von George Washington und kommunizierte regelmäßig mit ihnen. Sie hingen stark von seinen energischen Bemühungen ab, wenn sie Geld und zu rekrutierende Leute brauchten.
Swan betätigte sich ferner als Autor und es erschienen On the Fisheries (1784) und Fisheries of Massachusetts (1786). Ferner publizierte er 1786 National Arithmetic, eine Argumentation für einen engeren Zusammenschluss auf Bundesebene.

### Handelsgeschäfte und Bodenspekulationen
Nach seiner Geldheirat kaufte Swan eine Anzahl der von englandfreundlichen Loyalisten konfiszierten Liegenschaften auf und war in Bodenspekulationen verwickelt.
Am Anfang der Revolution habe Swan, so wurde gesagt, 2,5 Millionen Acres Land in Mingo (Wyoming), den McDowal Counties in West Virginia, im Pike county in Kentucky und im Tazwell county, Virginia, besessen. Er verkaufte, was er konnte, von diesem Grundbesitz und opferte die Erlöse für die Förderung der Sache der amerikanischen Unabhängigkeit. Im Gegenzug für diesen Dienst ersetzte ihm der Staat Virginia seine Vermögensansprüche und gab ihm viel mehr, westlich der Alleghenies gelegen.
Nach der Revolution stieg Swan groß ins Unternehmertum ein. 1784 erwarb er eine Gruppe von Inseln vor der Küste von Maine, deren größte seinen Namen führt. Auf Swan’s Island gründete Swan Sägewerke und errichtete eine Kolonialvilla für sich selbst.
Später geriet James Swan in hohe Schulden infolge von Fehlspekulationen. Davor wurde er als einer der wohlhabendsten Leute von Boston angesehen. Er suchte nun Wege, sein Unglück umzudrehen. Um sich neues Vermögen zurückzuholen, ging der erfahrene Händler und Finanzier 1787 nach Frankreich.

## Ausweichen nach Frankreich
Nach Beendigung des Unabhängigkeitskrieges hatte er zu Zeiten des Ancien Régime Handelsgeschäfte mit Frankreich angefangen. Dort standen ihm seine alten Freunde aus Kriegszeiten bei, dem Handel mit Amerika vorteilhafte Bedingungen zu verschaffen. Er trat ins Geschäftsleben von Paris ein, ausgerüstet mit Empfehlungsschreiben seiner Bekannten. Durch den Einfluss von Lafayette und von anderen Leuten mit Steuerungsfunktion in Staatsangelegenheiten machte er ein Vermögen durch Regierungsaufträge zur Belieferung ihrer Armee.
Seine Frau begleitete ihn einige Zeit, kehrte aber später wieder heim.
Während der Teuerung im Jahr 1789 schickte er große Weizenlieferungen nach Frankreich. Kurz darauf gründete er eine Rumbrennerei in Passy, direkt außerhalb von Paris, denn Rum war ein Gut, das bisher aus England importiert worden war. Er hatte in Paris einen Partner, anscheinend einen Franzosen namens Dallard.
Swan verfasste im Lande die Publikation „Causes qui sont opposees au progres du commerce entre la France et les Etats-Unis de l’Amerique“ (1790).

### Kriegsschuld der USA
Im Jahr 1787 gewann Swan, unterstützt durch Lafayette, Einfluss auf die US-Kriegsschuld gegenüber Frankreich. Sie summierte sich auf $ 2.024.899,93 und bestand in Forderungen aus Geldvorschüssen während der amerikanischen Revolution. „Swan entschied, sie zu liquidieren. Seine Entscheidung war atemberaubend uneigennützig. Er zahlte sie aus eigener Tasche. Am 9. Juli 1795 berichtete er an die Regierung der Vereinigten Staaten, dass ‚die gesamte amerikanische Schuld bezahlt wurde und nicht mehr irgendwie besteht’“, so Cheer, a Monthly Publication (Anmerkung ihres Herausgebers: Wir haben versucht, eine zusätzliche Bestätigung über die Schuldenablösung zu erhalten, konnten dies aber unmöglich erreichen. Wir wiederholen die Geschichte mit einiger Unruhe.)
Indessen werden Kopien über den Schriftverkehr zur Regelung der US-Auslandsschuld zwischen James Swan und Oliver Wolcott im U. S. Department of State aufbewahrt.

### Revolutionszeit in Frankreich
Swan scheint seine Position in der französischen Hauptstadt während der Jahre des Umbruchs behalten zu haben. Während der Zeit der Verfolgungen reifte in Swan der Plan, den geächteten, ihm aber vertrauten Adel auf seinen Ländereien in Amerika anzusiedeln. Er hatte eine Anzahl von Immigranten für dieses Vorhaben interessiert und an Bord seiner Schiffe beträchtliche Mengen kostbarer Möbel, Gemälde, Wandteppiche und persönlicher Gegenstände erhalten. Doch bevor die Eigentümer ihrem Gut auf seine Schiffe folgen konnten, waren sie Opfer der Guillotine geworden.
James Swan besaß unter anderem ein berühmtes Schiff mit dem Namen „Sally“. Es wurde 1791 gebaut und im Handel mit Salz und Ersatzmaterialien eingesetzt zwischen Wiscasset und Le Havre. Der Kapitän des Schiffs hieß Stephan Clough und er segelte einmal im Jahr 1793 das Schiff nach Frankreich, um eine Ladung Bauholz zu liefern. Als Kapitän Clough in Paris ankam, wurde er von Swan angewiesen, eine Ladung Möbel, Wandteppiche, Familiensilber und wertvolle Gemälde an Bord zu nehmen, die Marie-Antoinette und andere Mitgliedern der königlichen Familie gehörten. Eine lokale Legende will wissen, dass Marie-Antoinette an Bord des Schiffes von Kapitän Clough gehen sollte, um der Guillotine zu entkommen.
Die beladenen Schiffe stachen in See mit ihren Schätzen und kamen sicher in Boston an, wo die Einrichtungsgegenstände die Villa von Mrs. Swan schmückten. Einiges davon gelangte später in die Villa von General Henry Knox, als Swans Sohn dessen jüngste Tochter heiratete und seinen Wohnsitz in Thomaston (Maine) nahm.

## Rückkehr in die USA
Nachdem James Swan in der Fremde erneut ein Vermögen erworben hatte, kam er 1794 in die Vereinigten Staaten zurück. Er tilgte alle seine Schulden und wurde für seine Wohltätigkeit und Freigiebigkeit geachtet. Er betätigte sich als Handelsagent für die Französische Republik, die in den Wirren ihrer Revolutionszeit auf Nachschub von Gütern aller Art aus Amerika angewiesen war. Mit europäischen Mächten befand sich Frankreich im Krieg.
1796 war Swan in Boston, wo er die unter Not leidenden französischen Garnisonen versorgte, die von Martinique und von Guadeloupe angekommen waren.

## Ein zweites Mal in Frankreich
1798 ging Swan wieder nach Europa und engagierte sich mit seinen Verbindungen und seinem Wissen in Handelsgeschäften großen Stils.
Swan verlagerte ein paar Jahre später sein Eigentum von Paris zu seiner Frau nach Boston und beabsichtigte nach 10 Jahren wohl auch, wieder heimzukehren, als Rechtsstreitigkeiten dazwischenkamen.

### Streitsache
James Swan hatte eine langwierige Auseinandersetzung mit einem Hamburger Unternehmen, Lubbert & Dumas, mit dem er seit 1792 Geschäfte machte. Im Jahr 1803 erkannten Dallard, Swan & Company eine Schuld von 235.000 Francs an, mit Lubbert darin übereinstimmend, dass die Zahlung nach einer Regelung von Ansprüchen, die Swan gegen die französische Regierung habe, erfolgen sollte. 1807 fand eine Schlichtung statt, welche ergab, dass Swan erklärter Schuldner einer Summe von 625.000 Francs sei.
Es gibt aber auch Quellen mit Behauptungen, dass er angeblich eine Summe von zwei Millionen Francs schuldig gewesen soll, deren Höhe er bestritt.

### In Schuldhaft
Im Jahr 1807 war ein Gesetz verabschiedet worden, wonach nicht dauernd in Frankreich wohnende Ausländer für Schulden eingesperrt und auch bei bereits schwebender Klage festgenommen werden konnten, wenn sie nicht genug Vermögen in Frankreich hatten, um den Anspruch abzudecken oder wenn sie keine Sicherheiten stellten. Die Schuldhaft war zwar seit 1793 abgeschafft, doch dieses neue Gesetz basierte auf der Annahme, dass Ausländer ihre französischen Gläubiger bei einer Niederlage vor Gericht durch Verschwinden im Stich lassen könnten, was man verhindern wollte. 1808 wurde Swan auf dieser Rechtsgrundlage in Arrest genommen. Er hatte Wechsel für 600.000 Francs angenommen, von denen einige im Wert von 58.000 Francs von der Pariser Bank Audinet & Slingerland diskontiert (Anm.: und offenbar von ihm bei Fälligkeit nicht eingelöst) worden waren. (Anm.: Die Bank wird sich in der Folge mutmaßlich am Aussteller Lubbert schadlos gehalten haben.)
Swan bestritt die Rechtmäßigkeit der Haft und argumentierte, dass das Gesetz nicht rückwirkend gelten könne. Doch am 22. März 1809 bestätigte das Höchste Gericht („Cour de Cassation“) den Arrest. Obgleich er es sich in dieser Phase leicht hätte leisten können, den Mann zu bezahlen und so die Zelle jederzeit zu verlassen, lehnte Swan es ab, nachzugeben, weil er den Anspruch als ungerecht ansah. Er wollte lieber im Gefängnis bleiben statt seine Überzeugung aufzugeben. Der Zahlungsverweigerer blieb dementsprechend im Gefängnis St. Pélagie und es wurde außer Gerüchten nichts mehr von ihm bis 1816 gehört.
So entstanden Legenden über eine von ihm passend und luxuriös veranlasste Ausgestaltung seiner Zelle, die Anmietung eines direkt gegenüber liegenden Hauses für seine Familie, die eine Kutsche hielt, ins Theater ging und abendliche Dinner gab, an denen ein freier Stuhl an den abwesenden Gastgeber erinnerte. Von diesen Geschichten müssen offensichtlich aber Abstriche gemacht werden.
Sein Freund Lafayette versuchte umsonst, ihn umzustimmen, Swan war störrisch bis zum Schluss. Er lebte in einer kleinen Zelle im Gefängnis und wurde mit großem Respekt von den anderen Gefangenen behandelt, Sie rückten ihre kleinen Öfen beiseite, auf denen sie ihre Nahrung kochten, damit er mehr Raum für Leibesübungen haben konnte. Swan soll mit Ratschlägen Ursache der Befreiung vieler armer mitgefangener Schuldner gewesen sein.
Seiner Frau, seiner Tochter und seinem Schwager drohte er mehrmals mit Enterbung, falls sie seine Schulden bezahlen sollten, um ihn freizubekommen.

### Petition ans Parlament
Im Februar 1816 reichte Swan der Deputiertenkammer eine Petition ein, die er veröffentlichte, ebenso, wie er Zeitungen in Briefen bat, sie zu unterstützen. Hyde de Neuville, der die Eingabe vortrug, wies darauf hin, dass Swan acht Jahre in Gefangenschaft war und dass es kontroverse Entscheidungen gegeben hatte, ob Ausländer nicht auch nach fünf Jahren analog zu Einheimischen das Recht auf Freilassung hätten. Piet antwortete, dass der Fall durch ein Gericht in Paris, ein Gericht in Orléans und das Kassationsgericht entschieden worden sei und dass die Weigerung Swans, Sicherheiten zu stellen, die Ursache seiner Haft wäre. Ein dritter Redner, Pasquier, rief den Fall vom Lord Massareene in Erinnerung, der, obwohl 8.000 (£?) pro Jahr verfügend, trotzköpfig genug war, zwanzig Jahre im Gefängnis in Paris zu bleiben anstatt Sicherheiten aufzutreiben.
Die Kammer lehnte es ab, sich einzumischen. Aber einige Monate später stellte Hyde einen Gesetzesantrag, der männlichen Schuldnern mit 65 Jahren und Frauen mit 60 Jahren erlaubte, freigelassen zu werden, anstatt dass beide warten mussten, bis sie 70 waren. Spiel und Wucher, so war ihm durch die Gefängnisleitung von St. Pélagie gesagt worden, seien die Hauptursachen des Einsitzens. Das Gesetz wurde bei der ersten Lesung in Betracht gezogen, doch im Januar 1817 entwand die Regierung die Sache aus Hydes Händen. Sie lieferte eine Vorlage, wonach der Zuschuss für einsitzende Schuldner von ihren Gläubigern von zwanzig auf vierzig Francs pro Monat erhöht wurde, die Häftlinge nach drei Jahren bei Zahlung eines Drittels ihrer Schuld und gleichzeitiger Stellung von Sicherheiten für den Rest freikommen sollten und Ausländer wie Einheimische nach fünf Jahren freizulassen wären. Gegen diese letzte Bestimmung wurde von Piet protestiert, der einwandte, dass ein nach fünf Jahren freigelassener Chinese nach Hause zurückgekehrt sei. Weitere Einwendungen zum Gesetz wurden gemacht, das zurück an den Ausschuss verwiesen wurde und von dem man nichts wieder hörte.
Swan wandte sich unterdessen zweimal an die Kammer. Er erwähnte den Fall eines Portugiesen namens Matheus, der nach einem Verlust von 5.000 Louis d’or in einem Spielsalon zum Unterzeichnen von Wechseln über die zwanzigfache Summe gezwungen wurde und – obwohl er anbot, viel mehr zu zahlen als seine reale Schuld – mit ihm fünf Jahre in St. Pélagie war, ehe er freigelassen wurde. Seine eigene Gefangenschaft schrieb er Wucher zu. Er bestritt die Darstellungen der Pariser Zeitungen, dass er sehr reich wäre, denn die 700.000 Francs, die von ihm verlangt würden, wären der Ruin für seine große Familie. Lubbert, trug er außerdem vor, schulde ihm eine größere Summe, obwohl eine Gegenklage nicht versucht worden war, und Lubbert sehr angemessene Bedingungen für einen Kompromiss zurückgewiesen habe.
Swan stellte sich auf Prinzipien: “Considerations far superior to interest can alone dictate such conduct, and can make a man prefer to liberty an obstinacy instigated by honor and the goodness of his cause.” (Frei übersetzt etwa: „Interessen weit überlegene Betrachtungen können allein ein solches Verhalten diktieren und einen Menschen die Freiheit des Starrsinns, angestiftet von der Ehre und der Vortrefflichkeit seines Grundes, bevorzugen lassen.“) Er sprach von sich selbst als Sechzigjährigem, den sträfliche Intrigen seiner Freiheit beraubt hätten und dem legale Spitzfindigkeiten verhinderten, dass er sie zurückgewönne. Er sei entschlossen, die Ansprüche beider Seiten völlig aufklären zu lassen und verlasse sich dabei auf die Güte des Herrschers und die Weisheit der Kammer. Er verurteilte Piet, seines Konkurrenten Ratgeber, der nicht die Ruhe des Hohen Hauses beachtet habe wie sein eigener Anwalt, Perignon, und er warf Lubbert seinen Verwandten, Timothy Lubbert, vor, überführt des Hauptzollamtbetrugs.
Lubbert schrieb eine Antwort und Swan eine Erwiderung, danach kehrte zwölf Jahre lang Ruhe ein. Swan, der 1817 in Boston die Flugschrift Address on Agriculture, Manufactures, and Commerce veröffentlichen ließ, gab 1828 Beobachtungen über den aktuellen Stand der europäischen Manufakturen, des Handels und der Finanzen heraus.
Im Jahr 1819 verfasste er die Schrift An Address to the President, Senate, and House of Representatives of the United States, in der er sich vehement für eine geänderte Geldpolitik aussprach, als die Vereinigten Staaten unter einer ökonomischen Krise und Depression litten.
Swans 70. Geburtstag im Jahr 1824 änderte nichts an der Haft. Im Jahr 1829 wurde das Duell erneuert. Lubbert führte dieses Mal den ersten Streich und Swan erwiderte mit A Word in Reply to the Pamphlet Published by M. Lubbert, styling himself of Bordeaux, but a Citizen of Hamburg.
Das Schicksal von Swan wurde neben anderen in dem 1823 in Paris erschienenen zweibändigen Werk Les hermites en prison … von Étienne de Jouy und Antoine Jay erwähnt. Beide Verfasser wurden für drei Monate ins Gefängnis St. Pélagie gesteckt, weil sie angeblich einen Artikel geschrieben hatten, der Königsmord befürwortete. In ihrem ersten Band beschrieben sie hinterher das Leben im Gefängnis und erzählten die Geschichten anderer Gefangener nach. Eine der rührendsten und bedeutsamen Erzählungen war jene über James Swan. Im Fortsetzungsband wurden nochmals weitere Informationen über ihn gegeben.

### Julirevolution
Die französische Julirevolution von 1830 verschaffte Swan die Freiheit wieder. Am 28. Juli, zweiundzwanzig Jahre nach Swans Betreten von St. Pélagie, drang Pöbel in das Gefängnis ein, um die politischen Gefangenen zu befreien, während drinnen ein Aufruhr losbrach. 257 Schuldner, davon 168 bewaffnet, erzwangen ihren Weg hinaus, Swan unter ihnen. 63 warteten bis am nächsten Tag und 26 zogen es vor in den Mauern zu verbleiben.
Am 31. Juli gaben 19 wieder auf und Swan war dabei, dasselbe zu tun, als ihn eine Apoplexie (Schlaganfall/Gehirnschlag) in der Rue d’Echiquier niederstreckte. Er wurde in ein Haus getragen und starb dort. So lebte der Mann, der die erste Revolution bezeugen konnte und bejubelt hatte, nur noch um die zweite zu sehen und kurz von ihr zu profitieren.
Wie Lord Massareene hatte er einen patriarchalischen Bart und muss in den Straßen von Paris während seiner drei Tage in Freiheit deswegen aufgefallen sein. Er hatte das Gefängnis mit seinen Kameraden unter Protest verlassen. Swan schien glücklich zu sein im Herausfordern seines Gläubigers und er verachtete das Vereiteln der Idee seines Antagonisten als unfaires Spiel.
In Freiheit war sein einziger Wunsch, seinen Freund Lafayette zu umarmen, was er auf den Stufen des Rathauses tat. Am folgenden Morgen ging er zu St. Pélagie zurück, um sich wieder als Gefangener einzufinden, denn was sollte er sonst tun? Er fand seine ehemaligen Freunde verloren, seine Frau war tot und alle Lebensumstände hatten sich geändert. Seine lange Gefangenschaft hatte ihn des Wunsches beraubt, in eine ihm fremde Außenwelt zurückzukehren. Seine Gesundheit war gebrochen und sein Vermögen weg.
Fünfzehn seiner alten Begleiter wurden unmittelbar nach Wiederherstellung der Ordnung wieder in Haft genommen, 101 wurden stufenweise aufgegriffen und 96 behielten ihre Freiheit.

### Nachbetrachtung
Hätte er zwei Jahre länger gelebt, wäre er in den Genuss eines neuen Gesetzes gekommen, das 10 Jahre als die maximale Haftzeit für Ausländer und für Siebzigjährige die Freilassung regelte.
Sein unerbittlicher Gläubiger war gezwungen, monatlich zwanzig Francs für Swans Unterhalt vorzuschießen. Damit sind in 22 Jahren mehr als 5.000 Francs gezahlt worden, gutes Geld, das schlechtem nachgeworfen wurde. Doch in puncto Sturheit waren die zwei Prozessführenden auf gleichem Niveau.

## Swans Familie
Seine Frau Hepzebah stammte aus begütertem Hause. Aus der Ehe mit ihr gingen vier Kinder hervor:
- Hepzibah Clark Swan.
- Christine Keadie Swan.
- Sarah Webb Swan.
- James Keadie Swan.

Alle diese Kinder heirateten in angesehene Familien jener Zeit in Boston oder andernorts ein.
Swans einziger Sohn James, der 1783 geboren war und am Harvard College erzogen wurde, zog nach der Heirat nach Thomaston, Maine, und starb kinderlos. Die Töchter der Mrs. Swan hatten große Familien und viele Nachkommen. Mrs. Swan starb 1826 und wurde in Dorchester begraben.

## Vermögensaspekte

### Villa in Dorchester
James Swan entschied sich 1794 nach der Rückkehr aus Frankreich, eine Villa auf einem Teil des Dorchester-Grundstücks zu errichten, das er 1780 für die preiswerte Summe von 18.000 Pfund gekauft hatte.
Dieses Land war der ehemalige Besitz von Nathaniel Luke, einem Tory, der 1776 mit den britischen Truppen und ihrer Flotte geflohen war. Der Architekt Charles Bulfinch plante ein Haus mit französischen Stilelementen für die Swans, das auf einem zu Tage tretenden Felsen an der Ecke Dudley- und Howard-Street gebaut werden sollte. James Swan schrieb in einem Brief an John Hancock: „Ich habe ein elegantes und sehr kostspieliges Haus auf ihm errichtet, in einem eingeschlossen sind eine Wirtschaft, zwei Ställe und ein Heuboden, mit dem Raum eines Bediensteten und einem Taubenschlag.“
In ihrer Villa mit ihrem würdevoll gebogenen und säulengeschmückten Portal und seinem eleganten Schmuck innen, wurden die Swans bis 1798 das Spitzenpaar der Gesellschaft in Dorchester, unterhaltend namhafte Persönlichkeiten von beiden Seiten des Atlantiks. Das Swan-Haus war ein Mittelpunkt für Gesellschaftskreise von Neu-England und Frankreich von 1796 bis zur Mitte der 1820er Jahre. John Hancock, Henry Knox, der Marquis de Lafayette und viel mehr Tagesprominenz kam, um die Villa zu besuchen.
Mrs. Swan empfing hier Lafayette als ihren Ehrengast während seiner triumphalen Tour 1825 in Amerika anlässlich des fünfzigsten Jahrestags der amerikanischen Revolution.
In ganz Dorchester und Boston sprachen Leute nicht nur über die Lichtgestalten, die die Felsbank zum Swan-Haus hinaufritten, sondern auch über den im Haus befindlichen sogenannten „Marie-Antoinette-Raum“, dessen blendendes Dekor von einem Geheimnis durchzogen wurde. Jeder in der Stadt wusste, dass James Swan einen Schatz von französischen Möbeln, Vorhängen, Gemälden, Silbergeschirr und andere Gegenstände von Frankreich nach Dorchester verschifft hatte.
Mrs. Swan verlebte den Rest ihrer Jahre hier. Nach ihrem Tod sah das Haus eine Anzahl von neuen Inhabern. In den 1880ern wurde „das runde Haus“, wie es Einheimische nannten, niedergerissen. Nur einige Fotos und Legenden blieben, um die Pracht der Villa auf dem Felsblock zu bezeugen.

### Swan’s Island
Nach dem Kauf der Burnt Coat-Inselgruppe im Jahr 1786 begann Swan sofort diesen Besitz mit Pächtern zu besiedeln und gab das Errichten einer Villa in Auftrag. Er wollte sie als Sommerhaus nutzen für seine Familie und ihre aristokratischen Gäste, wie es die Knox-Familie bei Thomaston tat. Er hat die Villa nie betreten, denn als sie fertig war, hielt er sich schon in Frankreich auf.
Swans Island wurde von ihm einem Verwalter, Joseph Prince, für 500 Dollar jährlich anvertraut, der, unterstützt von seiner Familie, den Store und die Mühlen bis zu seiner Abreise, ungefähr im Jahr 1800, führte. Nach Abreise von Prince wurde das Besitztum anstelle Swans von den verschiedenen Vertretern und später von den unterschiedlichen Rechtsanwälten geführt. Es gibt keine Aufzeichnungen, dass Mrs. Swan oder irgendeines ihrer Kinder an der Liegenschaft interessiert war.

### Testament
Im Hancock County Registry of Deeds wird das Testament von James Swan aufbewahrt, das er im Gefängnis am 9. September 1824 gemacht hatte und das im Urkundenregister am 7. Mai 1831 aufgenommen wurde. Er benannte als Erben seine Frau Hepzibah, seine Schwester Margaret, seinen Bruder Cowper, seinen Schwager John Nixson sowie seine Töchter Hepzibah, Christina Keadie, Sarah Webb, verheiratet mit William Sullivan, und seinen Sohn James Keadie. Mrs. Swan und Mrs. Sullivan wurden als Testamentsvollstrecker bestimmt.
In seinem Letzten Willen spendete er große Summen Geld seinen Kindern sowie an die Stadt Boston zur Gründung einer Anstalt namens „Swan Orphan Academy“. Umgesetzt wurde er nicht, denn sein Besitz in den USA wurde als zahlungsunfähig deklariert. Swan schuldete nach Abzug seiner Vermögenswerte die Summe von $ 158.082,61. Sein Besitz war bei Testamentseröffnung hoffnungslos überschuldet, später wurde aber noch etwas Eigentum, das Swan gehörte, entdeckt.